# Șerpar brun
Șerparul brun (Circaetus cinereus) este o pasăre răpitoare de dimensiunii medii din familia Accipitridae, care include, de asemenea, multe alte păsări răpitoare diurne, cum ar fi șoimii, vulturii și ulii. Se găsește în vestul, estul și sudul Africii. 

## Comportament

### Reproducere
Această specie este solitară și chiar și perechea reproducătoare este rar văzută în același loc. Masculii efectuează aproape toate zborurile de afișare teritorială cunoscute, care uneori trec de la zborul tipic la mișcări de zbor neregulate de tip fluture și, dacă acestea se intensifică, la încrucișarea ghearelor.
Reproducerea are loc în perioada noiembrie-iulie în partea de nord a arealului și, deși poate avea loc în aproape orice lună, în principal în perioada decembrie-iulie în Zimbabwe și februarie-octombrie în Kenya. Cuiburile sunt relativ mici, de obicei de 60-70 cm lățime și 15-30 cm adâncime, adesea pe copaci cu vârf plat, cum ar fi Acacia sau Euphorbia, la 3,5-11 m deasupra solului. Nu de puține ori sunt folosite cuiburile vechi ale altor păsări răpitoare și sunt adesea mult mai voluminoase decât cele construite de șerpari. Este depus un singur ou și este incubat în principal de femelă timp de aproximativ 50 de zile (destul de mult pentru un vultur de această dimensiune). Ca majoritatea păsărilor de pradă, femela se ocupă în mare parte de clocire, iar masculul de livrarea hranei. Vulturii tineri rămân în jurul cuibului timp de 60-100 de zile până când își iau zborul la 97-113 zile. Șerparul brun juvenil este complet independent la câteva săptămâni după ce și-a luat zborul. Deși tânărul vultur poate continua să ceară hrană, părinții își pierd repede interesul în a-l hrăni. Durata de viață tipică la această specie este de aproximativ 7-10 ani, destul de scurtă pentru un vultur.

## Galerie

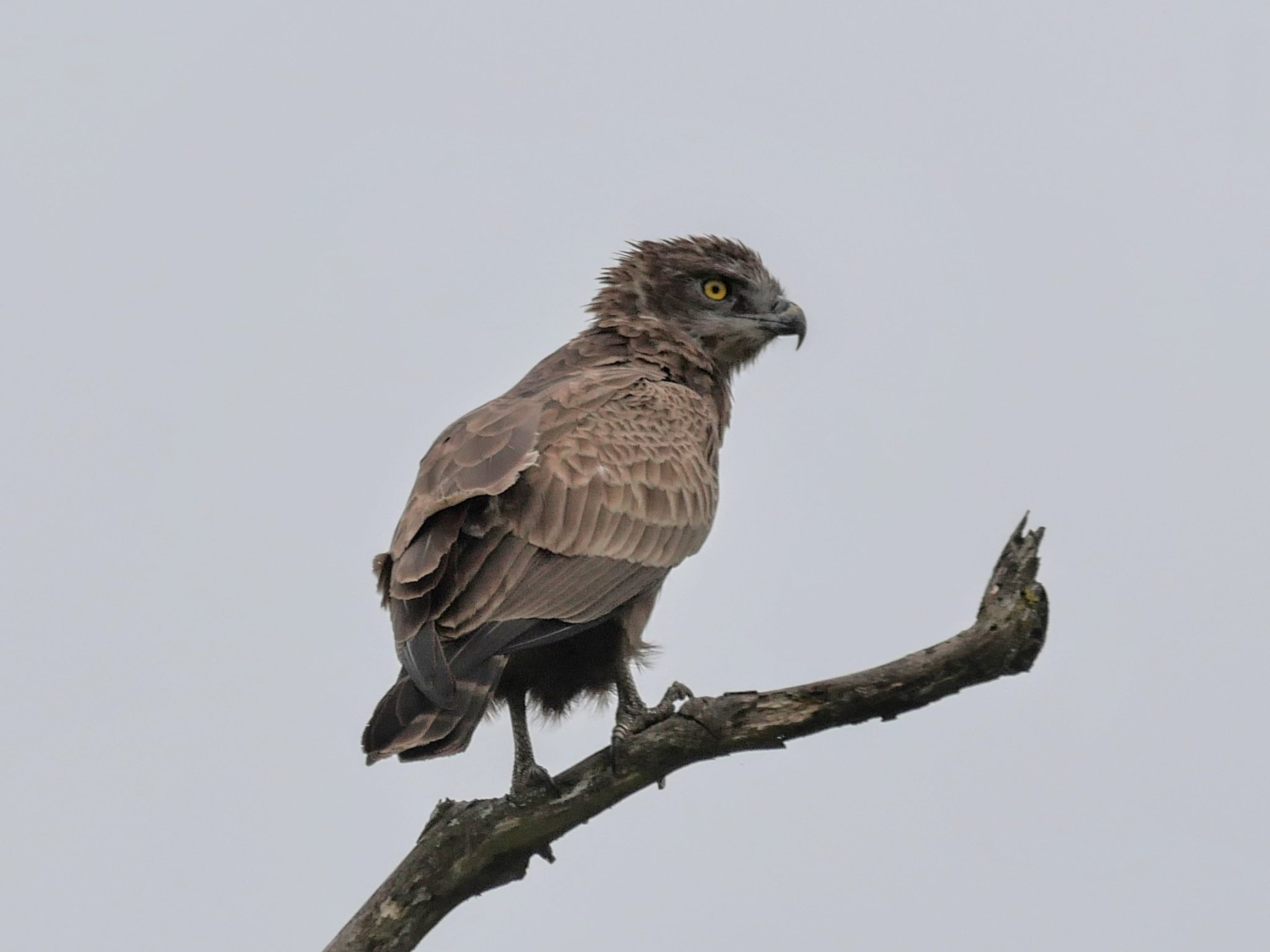
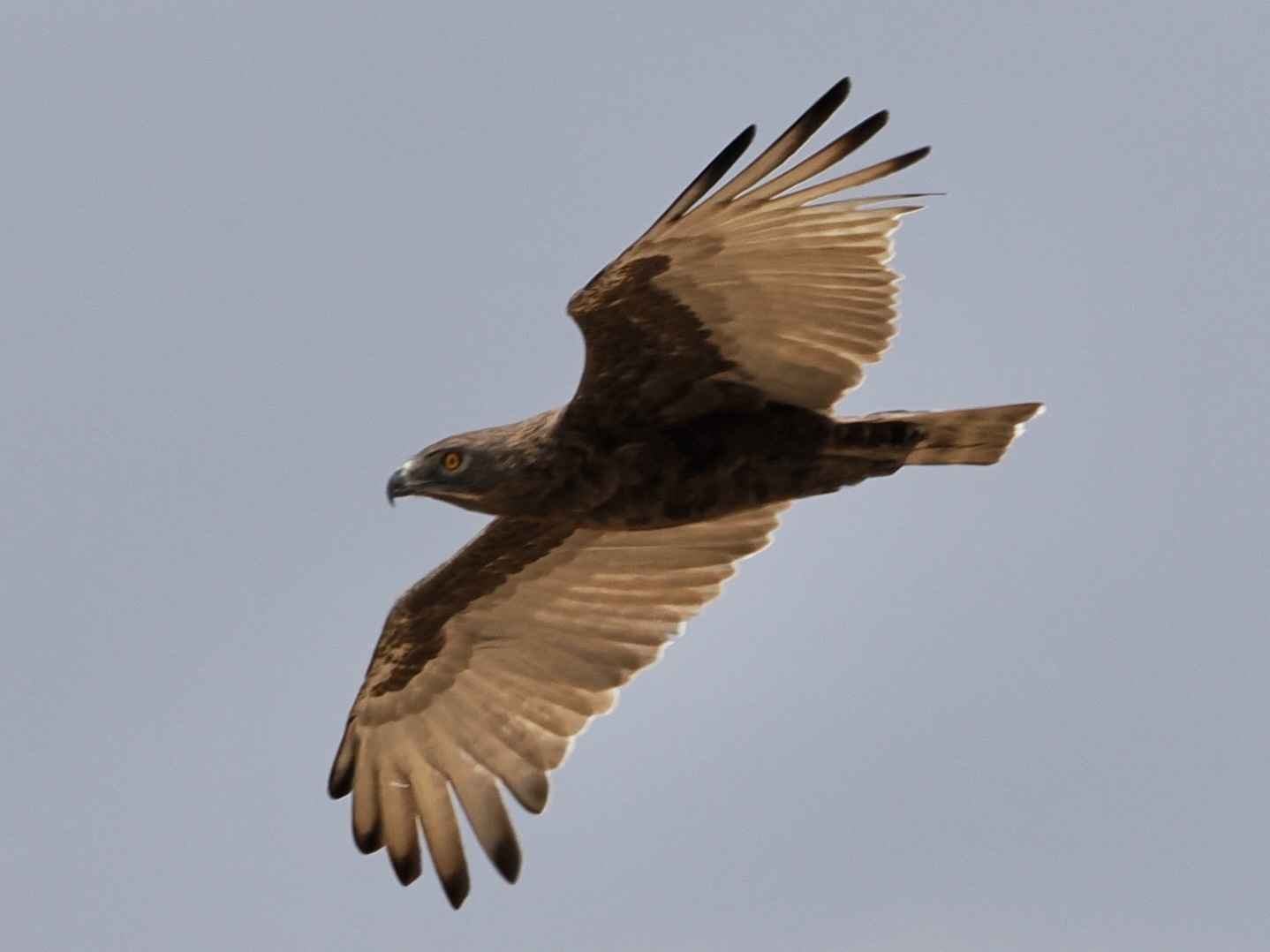
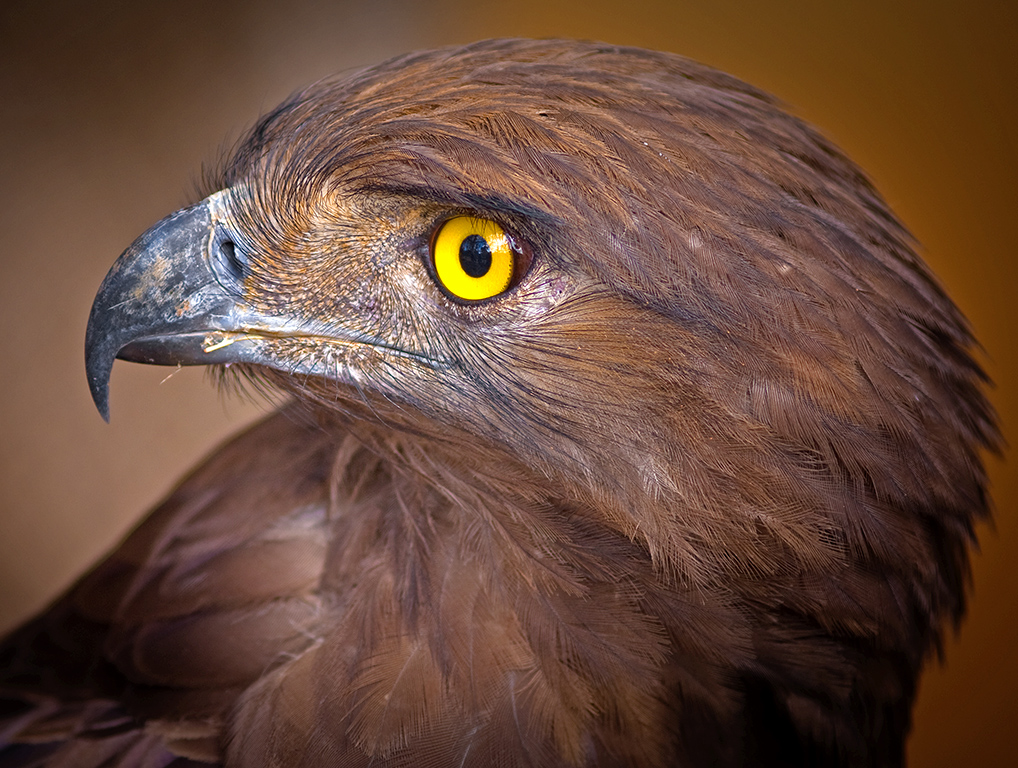
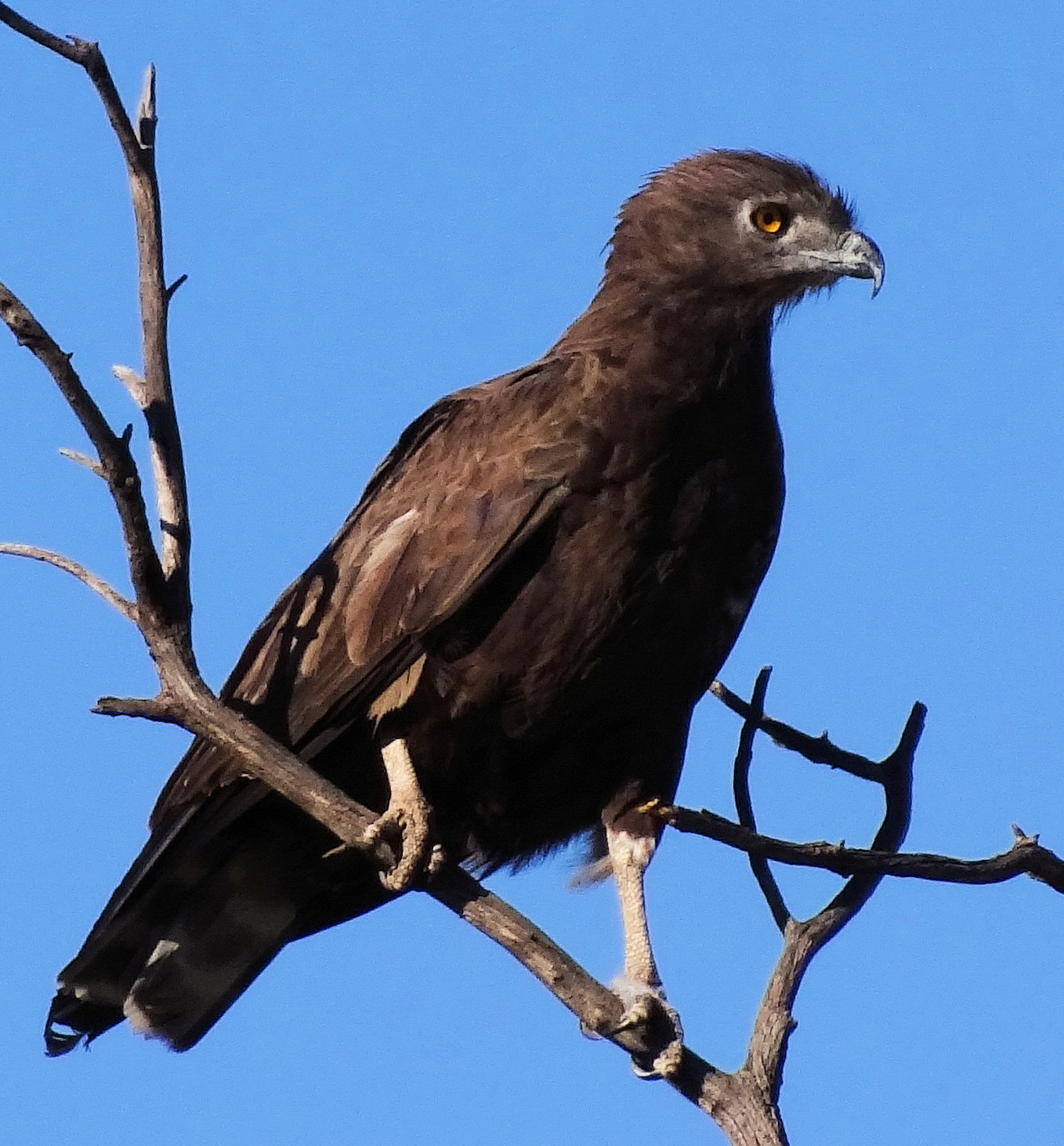